# Assiminea pecos
Assiminea pecos is een slakkensoort uit de familie van de Assimineidae. De wetenschappelijke naam van de soort is voor het eerst geldig gepubliceerd in 1987 door Taylor.